# The Queen Was in the Parlor
Pour plus de détails, voir Fiche technique et Distribution.
The Queen Was in the Parlor est un film américain d'animation réalisé par Rudolf Ising, sorti en 1932.
Produit par Leon Schlesinger et distribué par Warner Bros., ce cartoon fait partie de la série Merrie Melodies.

## Synopsis
Quand le roi retourne à son château, il s'interroge là où se trouve la reine. On lui dit qu'elle est dans le salon et qu'elle ne sera pas vue. Il va à son trône, et son bouffon arrive Goopy Geer. Finalement, un chevalier noir arrive et menace une jeune femme au tribunal. Goopy tente de le combattre avec une hache, puis avec une armure fabriquée à partir d'ustensiles de cuisine, et finalement de l'assommer avec une tête d'animal montée, ce qui fait que le chevalier noir perd toute son armure. Il le répare et s'enfuit.

## Fiche technique
- Réalisation : Rudolf Ising
- Production : Leon Schlesinger Studios
- Musique originale : Frank Marsales
- Montage : Treg Brown
- Format : 35 mm, ratio 1.37 :1, noir et blanc, mono
- Durée : 7 minutes
- Pays de production :  États-Unis
- Langue : anglais
- Genre : animation
- Distribution : 
  - 1932 : Warner Bros. Pictures cinéma
- Date de sortie : 
  - États-Unis : 9 juillet 1932